# 本当にあった愉快な話芸能ズキュン!
『本当にあった愉快な話芸能ズキュン』（ほんとうにあったゆかいなはなしげいのうズキュン）は竹書房発行の漫画誌。発売日は毎月14日。定価は360円でB5判、中綴じ。

## 概要
『本当にあった愉快な話』増刊号『愛のイトナミSpecial』を母体としている。一般的な実話系4コマ誌『本当にあったゆかいな話DX』として独立創刊（看板作家は増刊時代と同じく後藤ユタカ）したが、後にカツピロらを中心に据え、芸能界ネタに比重を高めた『本当にあった仰天スクープまんがズキュン!』にリニューアル。暫くして『本当にあったゆかいな話芸能ズキュン』に更に改題し、2014年より母体誌の改題に合わせて現行誌名となっている。

## 現在連載されている主な作品
（2015年5月号時点）
- 芸能界ブラックファイル
- ちゃんねる3名様／石原まこちん
- 葬儀屋の墓場まで持って行きたい話／おがたちえ
- タクシーはつらいよ／東條さち子
- まるっと病院パラダイス！／安斎かなえ
- 雑魚／内田春菊
- 浮気ルンバ♪／後藤ユタカ
- カツピロ特派員の生で芸能人みましてん／カツピロ
- ズキュン！読者は見た！！芸能人目撃情報／上西淳二
- ピカリンの芸能人婚活／あさの☆ひかり
- 杉浦あゆみのハダカの履歴書／コモパン
- マネージャーが語る! 芸能☆黙示録／ムラナカ
- 俺は面会交流ファーザー／tobby
- うわさの芸能情報局／九尾たかこ
- 突入せよ!軍人1年生／ゾコ
- 現役警察のナイショ話／にわみちよ
- 本当にあったゆかいな話／田島みるく
- こんな死に方はゴメンだ！／箱ミネコ
- 怪談WAITING BAR 黄泉のカクテル／ひぐらしカンナ
- ああ、芸能人／蛭子能収